# NGC 2708
NGC 2708 (również NGC 2727 lub PGC 25097) – galaktyka spiralna (Sb), znajdująca się w gwiazdozbiorze Hydry.
Odkrył ją William Herschel 6 stycznia 1785 roku, zaś John Dreyer skatalogował ją później jako NGC 2708. Prawdopodobnie tę samą galaktykę zaobserwował John Herschel 12 marca 1826 roku, podana przez niego pozycja różniła się jednak od NGC 2708 o pięć minut w rektascensji, dlatego sądził, że odkrył nowy obiekt. Dreyer skatalogował tę obserwację jako NGC 2727.